# L'ora dei gentiluomini
L'ora dei gentiluomini (The Gentlemen's Hour) è un romanzo dello scrittore statunitense Don Winslow, pubblicato in lingua originale nel 2009 e tradotto in italiano da Einaudi nel 2016.
È il secondo e, per ora, ultimo capitolo della serie imperniata sul personaggio di Boone Daniels, investigatore privato e surfista: è infatti il seguito de La pattuglia dell'alba (2008). Il personaggio di Boone Daniels tornerà poi in azione nel racconto Sunset contenuto nella raccolta Broken pubblicata nel 2020.

## Significato del titolo
L'Ora dei Gentiluomini è il nome del quotidiano ritrovo sulla spiaggia di Pacific Beach a San Diego dei surfisti di mezza età, spesso professionisti di successo (imprenditori, medici, avvocati..) che non sono obbligati a timbrare il cartellino dalle 9 alle 17.
L'Ora dei Gentiluomini si svolge verso le nove del mattino, dopo il ritrovo de La Pattuglia dell'Alba, il gruppo dei più accaniti e spericolati surfisti di Pacific Beach, che dopo aver surfato devono recarsi ai rispettivi luoghi di lavoro.

## Personaggi
Boone Daniels: surfista di fama e fondatore della Pattuglia dell'Alba, è un ex poliziotto della Squadra Omicidi e ora investigatore privato. Si trova perennemente in ristrettezze economiche perché è molto selettivo nella scelta dei casi (odia e rifiuta costantemente, ad esempio, le indagini sulle infedeltà coniugali) e preferisce dedicare al surf la maggior parte del suo tempo.
John Kodani: detto Johnny Banzai per le origini giapponesi, tenente di ottima reputazione e in carriera della Squadra Omicidi della polizia di San Diego, surfista della Pattuglia dell'Alba e grande amico di Boone.
Steve Harrington: sbrigativo e rude tenente della squadra Omicidi della polizia di San Diego, è partner di indagini di John Kodani e odia profondamente Boone Daniels venendone ricambiato.
High Tide: gigante samoano con alle spalle un'adolescenza difficile nei barrios di San Diego, è stato salvato dalla fede in Cristo e dalla Pattuglia dell'Alba, ora lavora come tecnico idraulico comunale.
Dave the Love God: bagnino e seduttore seriale, ottimo surfista, è probabilmente il miglior amico di Boone Daniels nella Pattuglia dell'Alba
Hang Twelve: ragazzo ventenne dalla capigliatura rasta e con una curiosa deformazione delle dita dei piedi, che sono dodici (da cui il soprannome) anziché dieci, abbandonato dai genitori, è stato cooptato nella Pattuglia dell'Alba da Boone, che aiuta nelle sue attività investigative in qualità di esperto informatico e abile hacker. Gestisce anche un negozio di articoli per il surf.
Ben Carruthers: detto ironicamente Cheerful perché sempre accigliato, è un anziano e importante investitore finanziario che, malgrado l'enorme ricchezza, conduce una vita quasi monacale e scandita da abitudini inossidabili. Si occupa delle disastrate finanze di Boone Daniels per amicizia e per gratitudine, perché il protagonista lo ha salvato dal matrimonio con una venticinquenne cacciatrice di alimenti.
Sunny Day: bionda e stupenda ex fidanzata di Boone nonché unica ragazza ammessa nella Pattuglia dell'Alba, è ormai diventata una surfista professionista e gira il mondo in tour sponsorizzati.
Petra Hall: affascinante avvocato di origini inglesi che lavora per il prestigioso studio legale Burke, Boone sta vivendo con lei una relazione platonica
Alan Burke: principe del foro di San Diego, si incarica della difesa di Corey Blasingame e frequenta l'Ora dei Gentiluomini
Mary Lou Baker: procuratore distrettuale, rappresenta la pubblica accusa nel processo contro Corey Blasingame
Corey Blasingame: ventenne ricco ma disagiato, figlio dell'imprenditore Bill Blasingame che l'ha cresciuto da solo dopo la morte della moglie in un incidente stradale, ha ricevuto dal padre tutti i beni materiali che potesse desiderare ma nessun tipo di attenzione o affetto. 
Entra a far parte della Rockpile Crew, un gruppo di surfisti capitanato dal truce Mike Boyd, che pretende di imporre il localismo nelle spiagge cacciando con la violenza tutti i surfisti non autoctoni. 
È accusato dell'omicidio di Kelly Kuhio, leggenda mondiale del surf e uomo profondamente impegnato in progetti di recupero sociale dei giovani delle periferie.
Dan Nichols: imprenditore, ha fondato un impero con la sua azienda di abbigliamento da surf, insieme alla bellissima moglie Donna costituisce la classica “coppia perfetta” della California del Sud, sempre in prima fila negli eventi mondani e nei galà di beneficenza. Dan frequenta L'Ora dei Gentiluomini
Red Eddie: boss della malavita hawaiana a San Diego, si trova agli arresti domiciliari ed è eternamente grato a Boone (che pure l'ha fatto arrestare) perché ha salvato lui e suo figlio dall'annegamento.
Cruz Iglesias: il boss di spicco del cartello dei narcotrafficanti della Baja California.
Jones: ex neurologo, consapevole di essere profondamente sadico e di ottenere piacere intellettuale e sessuale solo procurando dolore agli altri è diventato il più richiesto e spietato interrogatore dei cartelli messicani.

## Trama
È il mese di agosto di un anno intorno al 2010: la stagione surfistica di San Diego e dell'intera California del Sud attraversa la consueta pausa annuale causata dall'assenza di onde, ciò malgrado Boone Daniels e i suoi amici della Pattuglia dell'Alba si incontrano ogni mattina con le loro tavole da surf per osservare l'oceano e dialogare.
La città è, nel frattempo, segnata da un elevato numero di omicidi dovuti ai regolamenti di conti tra i cartelli messicani della droga, e anche l'ambiente del surf, da sempre considerato un'isola felice di pacifismo e tolleranza, sta mostrando un inquietante lato oscuro: da un lato si sta sempre più affermando il cosiddetto localismo, con gruppi di giovani surfisti abituali che cacciano dalle “loro” spiagge i turisti e i surfisti occasionali, dall'altro l'intera San Diego è stata recentemente sconvolta dall'omicidio di Kelly Kuhio, un hawaiano di mezz'età che è stato una leggenda mondiale del surf e che da anni era impegnato nel recupero sociale di giovani delle periferie degradate.
Del delitto viene accusato Corey Blasingame, ventenne inetto e di ricca famiglia che fa parte della Rockpile Crew, uno dei gruppi localisti più aggressivi e venati di razzismo e, mentre l'opinione pubblica e l'ambiente del surf invocano la pena capitale per il colpevole, Boone Daniels viene ingaggiato, tramite la sua amica Petra, dallo studio legale di Alan Burke, che si occupa della difesa del giovane.
Accettare l'incarico costerà a Boone Daniels una profonda crisi di coscienza e la rottura dei rapporti con i suoi amici surfisti, che lo considereranno un traditore, l'indagine lo porterà invece a svelare un'agghiacciante trama di corruzione, abusi edilizi e complicità inconfessabili che intacca dalle fondamenta l'immagine patinata e turistica di San Diego e La Jolla.

## Edizioni
- Don Winslow, L'Ora dei Gentiluomini, collana Stile libero, traduzione di Alfredo Colitto, Einaudi, 2016,  p. 384, ISBN 978-88-06-20472-3.